# الدوري الإنجليزي لكرة القدم 2004–05
الدوري الإنجليزي لكرة القدم 2004–05 (بالإنجليزية: 2004–05 Football League)‏ هو موسم من دوري كرة القدم الإنجليزي. فاز فيه نادي سندرلاند.